# Martin Larson
Martin Larson, svensk tonsättare född 1967 i Trelleborg.
Larson har studerat komposition i olika intervall för Rolf Martinsson (1984-85), Sven-David Sandström (1986-91), Anders Eliasson, Claude Loyola Allgén,, Ingvar Lidholm, och Krzysztof Penderecki. 
Larson studerade vid Kungliga Musikhögskolan i Stockholm 1997-1998.
Larson skriver för traditionella besättningar i övergripligt språk och hans stil präglas av egensinne, kvalitet, tradition, rörlighet och intellektuell utmaning.

## Diskografi
- Kingám (nosagcd 029) - Innehåller Boughs för flöjt och marimba
- URUK (nosagcd 077) - Porträttcd innehållande bl.a. Spectres Avaunt för cello och piano, Stråkkvartett nr.1 samt Humdrum Saxman's bacon-rap and burgers
- Nukonserter (nosagcd 123) - Innehåller Lucifer, probleme die Lügerin för piccola, flöjtkör och stråkorkester
- The Plucked North (nosagcd 117) - Innehåller You can't Cry but You Climb on the Walls för gitarr

## Verk i urval
- Praise of Ysolt (1993) för solister och blandad kör till text av Ezra Pound
- The Alchemist (1994), en rit för soloister, blandad kör samt slagverk till text av Ezra Pound
- The Raven (1996), en text-musik komposition för radio till text av Edgar Allan Poe
- Brass Quintet 1 "anders bin ich, lasst euch das nicht seltsam sein (1997) för brasskvintett
- Prosopon (1998-99) för oboe och orkester
- Ståkkvartett nr.2 (2000)
- /Trial/Tree/ (2001) för violin och piano
- trobar clus (2004) för stråkseptett
- Shape; Voices; Moment; Shadow (2004-2006) för stor orkester
- Speaking to Silence (2006) för soloröst, glas, plaströr och stråkorkester

## Hemsida
www.martinlarson.se